# Gruppo Hofstad
Il gruppo Hofstad (in olandese: Hofstadnetwerk or Hofstadgroep) è un'organizzazione terrorista islamista formata principalmente da giovani musulmani olandesi per la gran parte discendenti da Nordafricani. "Hofstad" era il nome in codice segreto assegnato dall'AIVD (Il servizio di informazioni olandese) per identificare il gruppo nelle sue indagini e poi trapelato agli organi di informazione.
Si crede che l'organizzazione sia collegata con analoghe formazioni in Spagna e Belgio. Sembra anche che abbia contatti con Naoufel (alias Abdeladim Akoudad), fra i sospetti dell'attentato di Casablanca del 2003.
L'ideologia del gruppo sembra essere la medesima di al-Takfir wa l-Hijra, mentre Redouan al-Issar ("il siriano") è creduto la guida spirituale.
I personaggi più noti sono Mohammed Bouyeri, condannato all'ergastolo per l'assassinio del regista Theo van Gogh, e Samir Azzouz, accusato di preparare attentati terroristici nel Parlamento olandese ed altri obiettivi strategici come l'aeroporto nazionale ed un reattore nucleare. Il gruppo è anche sospettato di pianificare l'assassinio di diversi membri del governo e del parlamento.

## Storia
Il servizio di informazioni olandese Algemene Inlichtingen- en Veiligheidsdienst (AIVD) assegnò il nome gruppo Hofstad ad uso interno nell'autunno del 2002.
Il 14 ottobre 2003, Samir Azzouz, Ismail Akhnikh, Jason Walters e Redouan al-Issar furono arrestati mentre preparavano attentati in Olanda, ma subito dopo furono rilasciati. Azzouz fu portato in giudizio, ma assolto per mancanza di prove nel 2005: sebbene trovato in possesso di un ordigno artigianale, questo non era in grado di esplodere essendo stato usato nel confezionarla un tipo sbagliato di fertilizzante.
Poco dopo l'assassinio di Theo van Gogh da parte di Mohammed Bouyeri (2 novembre 2004) l'organizzazione ottenne l'attenzione degli organi di informazione quando il tentativo di arresto di due suoi membri sospettati del gesto (Jason Walters e Ismail Akhnikh) si risolse solo dopo un assedio della loro casa de L'Aia durato 14 ore. In quelle ore il nome in codice trapelò e da allora è stato sempre utilizzato per riferirsi all'organizzazione. Nei mesi successivi all'assedio furono arrestati altri sospetti di affiliazione ed il 5 dicembre 2005 iniziò il processo contro 14 di loro.
Il 10 marzo il tribunale condannò nove di loro per partecipazione ad una organizzazione criminale terrorista. Gli altri cinque furono assolti.
Il 14 marzo 2005 Samir Azzouz e Jermaine Walters ed altre cinque persone furono arrestati perché accusati di preparare un attentato contro un politico nazionale (di cui non è stato rivelato il nome) e l'edificio che ospita il quartier generale dell'AIVD. A questo si aggiungono dei sospettati fra i quali Nouredine el Fahtni.
Il 1º dicembre 2005, Samir Azzouz fu condannato ad otto anni di prigione.

## Processo
Il 10 marzo 2006 il tribunale di Rotterdam si riunì in un'aula bunker di Amsterdam-Osdorp ed emise il seguente verdetto:
- Jason Walters: 15 anni di reclusione
- Ismail Akhnikh: 13 anni di reclusione
- Nouredine el Fahtni: 5 anni di reclusione
- Mohamed el Morabit e Ahmed Hamdi: 2 anni di reclusione
- Yousef Ettoumi: 1 anno di reclusione
- Zine Labidine Aourghe e Mohammed Fahmi Boughabe: 18 mesi di reclusione
- Muhammad Buyayri: scontando già l'ergastolo, non è stato ulteriormente condannato.
- Jermaine Walters: assolto dall'accusa di aver minacciato l'ex-parlamentare Ayaan Hirsi Ali.
- Jermaine Walters, Nadir Adarraf, Rachid Belkacem, Mohamed El Bousklaoui e Zakaria Taybi: scarcerati.

## Affiliati
- Mohammed Bouyeri (1978); sospettato di essere il capo del gruppo; condannato all'ergastolo senza possibilità di revisione della condanna per l'uccisione del regista olandese Theo van Gogh.
- Redouan al-Issar, noto anche come "Il siriano" o lo sceicco Abu Khaled, (nato tra il 1955 ed il 1965); sospettato di essere il leader spirituale del gruppo; ricercato dalle autorità olandesi; probabilmente in carcere in Siria.
- Samir Azzouz (1986); accusato e condannato per aver pianificato gli attacchi terroristici del 2004; sospettato il suo coinvolgimento in un altro caso di attività terroristica insieme a Nouredine el Fahtni. Condannato a 8 anni di reclusione.
- Jason Walters, noto anche come Abu Mujahied Amriki (1985); lanciò una bomba a mano contro la polizia che cercava di arrestarlo insieme a Ismaël Akhnikh, ne seguirono 14 ore di assedio nella loro casa de L'Aia nel novembre 2004; fratello di Jermaine. Condannato a 15 anni di reclusione.
- Ismaël Akhnikh, anche noto come Suhaib (1983); arrestato dalla polizia dopo un assedio di 14 ore a L'Aia. Condannato a 13 anni di reclusione.
- Mohammed Fahmi Boughabe, anche noto come Abu Mussab
- Nouredine el Fahtni in possesso di una mitraglietta carica al momento dell'arresto (si sospetta che stesse andando ad uccidere Geert Wilders e/o Ayaan Hirsi Ali); arrestato nell'estate del 2004 perché sospettato di organizzare un attentato contro l'allora primo ministro Barroso; si sospetta il suo coinvolgimento in un secondo caso di terrorismo con la complicità di Samir Azzouz. Condannato a 4 anni di reclusione.
- Jermaine Walters (1986); fratello di Jason.
- Yousef Ettoumi, soprannominato "Semi" e "Bommetje" (piccola bomba). Condannato ad 1 anno di reclusione.
- Ahmed Hamdi
- Zine Labidine Aourghe, condannato a 18 mesi di reclusione.
- Mohamed el Morabit
- Nadir Adarraf
- Zakaria Taybi
- Rashid Boussana
- Mohamed el Bousklaoui
- Rachid Belkacem
- Mohamed Boughaba
- Roël van den Burgt